# غودتاك (سبيدار)
غودتاك (بالفارسية: گودتاک) هي قرية تقع في إيران في قسم سبیدار الريفي. يقدر عدد سكانها بـ 46 نسمة بحسب إحصاء 2016.